# Kościół ewangelicko-augsburski w Poddębicach

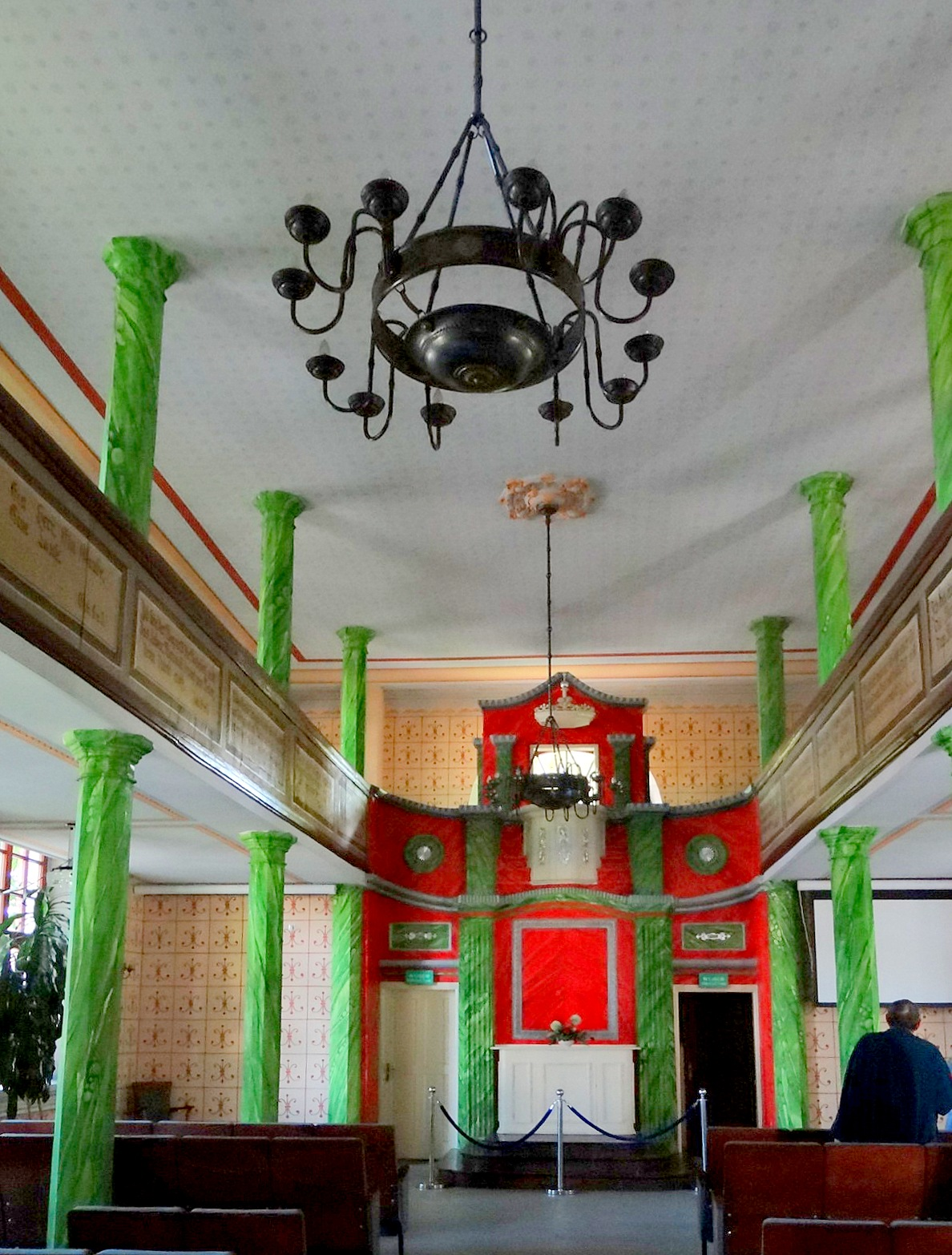
Wnętrze kościoła

Kościół ewangelicko-augsburski w Poddębicach – zabytkowy kościół położony w centrum Poddębic, w północnej części Parku Miejskiego, przy ulicy Marii Konopnickiej i Adama Mickiewicza, w pobliżu głównego placu miejskiego Poddębic – Placu Tadeusza Kościuszki i renesansowego pałacu Grudzińskich. Kościół ten jest czasem nazywany ewangelickim lub „kościołem niemieckim”.

## Historia
Kościół został zbudowany w 1871 roku przez ówczesnych właścicieli Poddębic i dziedziców klucza poddębickiego - rodzinę Wyssogota Zakrzewskich (Klemens Wyssogota Zakrzewski), dla przybyłych ze Zachodu osadników niemieckich - sukienników (ok. 1822 roku), którzy przywędrowali do Poddębic w celu ożywienia przemysłowego miasta.
Wobec braku możliwości finansowych utrzymania własnej świątyni przez nieliczną parafię ewangelicką, budynek kościoła został w 2009 sprzedany miastu Poddębice.

## Architektura
Jest to skromny budynek z czerwonej cegły przykryty dwuspadowym dachem z wieloboczną sygnaturką w szczycie. Prezbiterium zamknięte prosto, bez wydzielonej kaplicy. Kościół jednonawowy z chórem i ceglanymi portalami nad wejściem głównym od strony północnej i nad wejściem prezbiterialnym od południa.
Położony jest na wzgórzu, kościół wraz z wysoką dzwonnicą zamyka wylot ulicy Marii Konopnickiej. Otoczony zabytkowymi drzewami i żywopłotem. 
Położona w pobliżu dzwonnica została zbudowana z białej cegły i przykryta stylowym hełmem. Nawiązuje do wzorów renesansowych. 

## Obecna funkcja
W 2012 roku, w związku z rozwojem geotermii oraz rewitalizacją centrum miasta, budynek został przeznaczony na pijalnię wód termalnych oraz teatr. W każdą trzecią niedzielę miesiąca odbywają się w nim nabożeństwa ewangelickie.

## Park Miejski
Park usytuowany jest w południowej części Poddębic. Północną granicę Parku stanowi ogrodzenie oddzielające Park od gruntów Parafii Ewangelicko-Augsburskiej. Kościół Ewangelicki zajmuje narożną działkę przy ul. Mickiewicza. Wschodnią granicą jest chodnik wzdłuż ulicy Mickiewicza, zachodnią – rzeka Ner, a południową ogrodzenie terenu Liceum Ogólnokształcącego im. M. Konopnickiej. 
Powierzchnia Parku wynosi ogółem 3,61 ha.
Park pałacowy razem z zadrzewieniem wokół kościoła ewangelicko-augsburskiego jest wpisany do rejestru zabytków i podlega ochronie prawnej przewidzianej w przepisach ustawy z dnia 23 lipca 2003 r. o ochronie zabytków i opiece nad zabytkami. Całość założenia jest chroniona w granicach ochrony konserwatorskiej. Nie zmienia się granic Parku, chociaż w opracowaniu ujęto również północną część terenu wzdłuż rzeki Ner w kierunku centrum miasta.